# Peter Fraser
Peter Fraser (Hill of Fearn (Schotland), 28 augustus 1884 – Wellington (Nieuw-Zeeland), 12 december 1950) was een Nieuw-Zeelands politicus. Hij was de 24e premier van Nieuw-Zeeland, van 1940 tot 1949.

## Levensloop

### Jeugd
Fraser groeide op in Schotland. Vanaf zijn 16e was hij politiek actief in socialistische kringen. Zo was hij lid van de Independent Labour Party. Hij vond moeilijk werk. Op zijn 26e besloot hij daarom naar Nieuw-Zeeland te emigreren. Bij aankomst vond hij in Auckland werk als havenarbeider.

### Eerste jaren in Nieuw-Zeeland
In zijn nieuwe thuisland werd Fraser wederom politiek actief. Hij sloot zich aan bij de New Zealand Socialist Party. Daarnaast was hij zeer betrokken bij de vakbond. Fraser was de campagneleider van Michael Joseph Savage toen deze zich kandidaat stelde voor het parlement. In 1913 was hij betrokken bij de vorming van de Social Democratic Party. In  datzelfde jaar werd hij vanwege zijn activiteiten bij de vakbond gearresteerd. Fraser werd niet vervolgd, maar besloot voortaan weg te blijven van directe acties en pleitte voor verandering via de democratische route.
Na de uitbraak van de Eerste Wereldoorlog was Fraser tegen de Nieuw-Zeelandse deelname aan de oorlog aan de zijde van Groot-Brittannië. Fraser vond dat er sprake was van een imperialistische oorlog. Dit was overigens een breedgedragen mening onder zijn tijdsgenoten uit het linkse kamp.
Fraser was in 1916 een van de oprichters van de New Zealand Labour Party, waar het grootste deel van de Social Democratic Party in opging. De eerste leider was Harry Holland. Later in dat jaar werd Fraser samen met verschillende andere leden van de nieuwe partij gearresteerd op beschuldiging van ophitsing. Zij hadden zich namelijk uitgesproken tegen de actieve dienstplicht. Fraser werd veroordeeld tot een jaar gevangenisstraf. Hij zou altijd zijn onschuld blijven volhouden. Volgens Fraser zou er pas sprake zijn van ondermijning als hij actief stappen had ondernomen om de verplichte dienstplicht tegen te gaan. In plaats daarvan had hij zich er alleen maar tegen uitgesproken.

### Parlementslid
Na zijn vrijlating werkte Fraser voor de partijkrant van de Labour-partij. In 1918 trad hij op als campagnemanager van Holland. In zijn voetsporen werd hij gekozen in het parlement. Daar onderscheidde hij zichzelf al snel in het tegengaan van de Spaanse griep. In de jaren 1918-19 was er namelijk een wereldwijde epidemie gaande, waarbij circa twintig procent van de wereldbevolking aan de ziekte leed, met miljoenen doden tot gevolg.
In eerste instantie was Fraser enthousiast over de Oktoberrevolutie, waarmee Russische bolsjewisten in 1917 de macht grepen. Hij nam daar echter snel afstand van en werd een van de felste bepleiters van het uitsluiten van communisten binnen zijn eigen partij. Hij vond dat de enige manier waarop de partij haar doelen kon bereiken via de parlementaire weg was. Daarmee week zijn visie af van die van partijleider Holland, maar werd wel gedeeld door de meerderheid binnen Labour.
Na het overlijden van Holland in 1933 overwoog Fraser zich kandidaat te stellen voor het partijleiderschap, maar schaarde zich uiteindelijk achter Michael Joseph Savage. De bestaande conservatieve regering worstelde met de gevolgen van de Grote Depressie. Dit hielp Savage om de verkiezingen van 1935 te winnen.

### Minister
Binnen de nieuwe Labour-regering bekleedde Fraser verschillende portefeuilles. Zo was hij minister van Buitenlandse Zaken, Onderwijs, Gezondheid, Politie en Veiligheid. Hij werkte vaak 17 uur per dag. Zijn vrouw Janet werkte in zijn eerste jaar als minister voor hem als onderzoeksassistent, zodat ze elkaar nog wel zagen. Als minister van Volksgezondheid voerde Fraser verschillende grote hervormingen door, zodat de zorg toegankelijker en goedkoper werd. Daardoor kwam hij veelvuldig in botsing met de lokale tak van de British Medical Association.
Op het moment dat de Tweede Wereldoorlog uitbrak in september 1939 had Fraser al veel taken overgenomen van premier Savage. Deze was al enige tijd ziek, iets dat verborgen werd gehouden voor het grote publiek. Binnen zijn eigen partij had Fraser van doen met verbeten tegenstand van John Lee, die vond dat Labour te veel was afgedreven naar het politieke centrum. In zijn uitlatingen was Lee zo fel waardoor veel van zijn politieke vrienden zelfs afstand van hem namen. Het lukte Fraser om Lee uit de partij te zetten.

### Premier
Twee dagen nadat Lee uit de partij was gezet overleed Savage. Fraser won de daaropvolgende interne leiderschapsverkiezing van Gervan McMillan en Clyde Carr en trad aan als de nieuwe premier.

#### Tweede Wereldoorlog

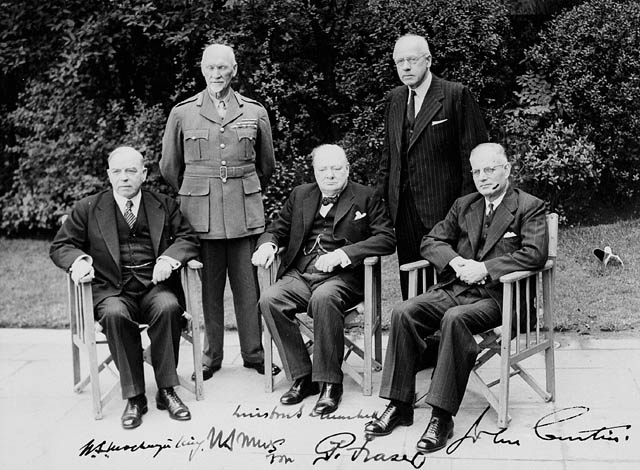
Fraser (staand rechts) tijdens een Commonwealth Prime Ministers' Conference in 1944.

Als premier vervreemde Fraser soms collega's van zich door zijn autoritaire stijl. Mogelijk kwam het door de oorlog dat Fraser er behoefte aan had de gang van zaken te controleren, waarmee hij voortdurend bezig was. Hij voerde verschillende vergaande maatregelen door, zoals censuur van de pers, loonbeperking en de verplichte dienstplicht. Sommige partijgenoten namen Fraser met name die laatste maatregel kwalijk, omdat hij nota bene zelf een jaar gevangen had gezeten omdat hij zich had uitgesproken tegen de verplichte dienstplicht. Fraser reageerde door te stellen dat de Nieuw-Zeelandse deelname aan de Tweede Wereldoorlog ingegeven was door een rechtvaardige zaak, in tegenstelling tot de deelname aan de Eerste Wereldoorlog. Sommige partijgenoten bleven het hem kwalijk nemen, maar het grote publiek accepteerde maatregel.
Aan het begin van zijn premierschap streefde Fraser naar een regering van nationale eenheid, samen met de National Party. Zowel binnen zijn eigen partij als binnen de National Party was te weinig steun voor een akkoord, waardoor Labour alleen aan de macht bleef. Fraser werkte echter wel nauw samen met de voormalige premier Gordon Coates, die binnen de National Party zijn eigen koers vaarde.
Fraser vond het belangrijk dat de Nieuw-Zeelandse regering zeggenschap over haar eigen troepen behield. Hij vond dat met name Groot-Brittannië de neiging had om het Nieuw-Zeelandse krijgsdeel  als een uitbreiding van haar eigen troepenmacht te zien, in plaats van een leger van een soeverein land. Nadat tijdens de Balkanveldtocht relatief veel Nieuw-Zeelanders het leven verloren stond hij er bij de Britse regering op dat hij een stem kreeg in de beslissing waar de Nieuw-Zeelandse troepen zouden worden gelegerd.
Toen Japan zich in de oorlog mengde moest Fraser beslissen of de eigen troepen terug naar huis zouden worden geroepen of dat ze – zoals Winston Churchill wilde – in het Midden-Oosten bleven. Fraser volgde de wens van de Britse premier, nadat de Amerikaanse president Franklin D. Roosevelt de garantie had gegeven dat Amerikaanse troepen vrijgemaakt zouden worden voor de verdediging van Nieuw-Zeeland. Daarmee ging hij wel in tegen de publieke opinie in zijn eigen land.
Fraser had een moeizame relatie met de Amerikaanse minister van Buitenlandse Zaken Cordell Hull. Hij moest niets weten van het Canberra-akkoord dat Australië en Nieuw-Zeeland sloten. Daarin maakten zij onderlinge afspraken om na de oorlog hun invloed in de Pacific uit te breiden. Als gevolg van dit akkoord betrokken de Amerikanen Nieuw-Zeeland slechts marginaal bij hun oorlogsplannen in de regio.

#### Naoorlogse jaren
Na de oorlog was Fraser nauw betrokken bij de oprichting van de Verenigde Naties. Hij was fel gekant tegen het vetorecht dat de permanente leden van de Veiligheidsraad kregen. 
Qua binnenlandse politiek beheerde Fraser vanaf 1947 de ministersportefeuille die betrekking had op de Maori, de oorspronkelijke bevolking van Nieuw-Zeeland. Hij voerde een aantal maatregelen door die bijdroegen aan de afname van de ongelijkheid.

#### Statuut van Westminster
Frasers regering stelde in 1944 voor om het Statuut van Westminster te ratificeren. Dit was een wet die in 1931 door het Britse parlement was aangenomen. De wet regelde de onderlinge verhoudingen tussen het Verenigd Koninkrijk en de Britse dominions, waaronder Nieuw-Zeeland. Door het statuut te ratificeren werd een dominion de facto onafhankelijk in alle aangelegenheden. In het debat hierover in het Nieuw-Zeelandse parlement stuitte de regering op veel verzet van de oppositie die vond dat Fraser deloyaal was richting het Verenigd Koninkrijk. Premier Fraser besloot toch door te zetten en het Statuut werd in 1947 geratificeerd. Een belangrijke reden voor Fraser om door te pakken was dat Nieuw-Zeeland anders toestemming moest vragen aan het Britse parlement om de eigen grondwet uit 1862 te wijzigen.

### Oppositieleider en overlijden
Fraser verloor de verkiezingen van 1949 van de National Party. De belangrijkste reden voor zijn verlies was dat er vier jaar na de oorlog nog steeds sprake was van rantsoenering en verplichte militaire training. Zijn opvolger was Sidney Holland. In de periode daarna leidde Fraser de oppositie, maar zijn gezondheid nam snel af. Hij overleed in december 1950.